# Non ma fille, tu n'iras pas danser
Non ma fille, tu n'iras pas danser è un film del 2009 diretto da Christophe Honoré.